# 鬱血
鬱血（うっけつ、英: congestion) は、血栓などの様々な要因によって臓器組織内の静脈や毛細血管内の血流が停滞し増加した状態を示す。充血の定義に含まれることもある。「鬱」の字が2010年の改訂までは常用漢字外だったため、まぜ書きで「うっ血」と書かれることがある。鬱血が持続すると局所の実質細胞は低酸素症のため変性、萎縮、壊死を起こす。局所の徴候として、暗赤色、冷感、腫脹が挙げられる。
鬱血性心不全や心臓弁膜症、急性心筋梗塞などの心臓に起因する全身性、静脈血栓症のように静脈が血栓や炎症などにより閉塞もしくは狭窄する局所性などがある。